# Callogryllus yunnanus
Callogryllus yunnanus är en insektsart som beskrevs av Wu, F. och Yanfen Zheng 1992. Callogryllus yunnanus ingår i släktet Callogryllus och familjen syrsor. Inga underarter finns listade i Catalogue of Life.